# Lea Michele
Lea Michele (właśc. Lea Michele Sarfati; ur. 29 sierpnia 1986 w Nowym Jorku) – amerykańska aktorka i piosenkarka znana z ról Rachel Berry w serialu Glee i Wendli Bergman w musicalu Przebudzenie wiosny.
Za rolę Rachel Berry w serialu Glee otrzymała nominację do Złotego Globu oraz Teen Choice Award. W 2011 r. została umieszczona przez magazyn Maxim na 28. miejscu na liście 100 najseksowniejszych kobiet świata.

## Życiorys
Lea Michele Sarfati urodziła się w Bronksie w Nowym Jorku jako córka Edith Sarfati, pielęgniarki włoskiego pochodzenia, oraz Marca Sarfati, sefardyjskiego Żyda, właściciela delikatesów. Lea Michele dorastała w Nowym Jorku i Tenafly w New Jersey. Uczyła się w Rockland County Day School w Nowym Jorku, a następnie w Tenafly High School. Michele była uczona w domu przez jeden rok, gdy występowała w musicalu "Ragtime" w Toronto. Uczęszczała do Stagedoor Manor w Catskills. Była później przyjęta do programu CAP21 w Tisch School of the Arts na New York University, ale zdecydowała się kontynuować pracę na scenie.
Gdy miała dziewięć lat, Michele poszła z kolegą na otwarte zaproszenie do szkoły muzycznej. Zrobiła wielkie wrażenie i w ten sposób zadebiutowała na Broadwayu w 1995 roku jako dublerka w roli młodej Cosette w musicalu "Les Misérables". W 2004 r. Michele zagrała Shprintze i Chavę w broadwayowskiej wersji musicalu "Skrzypek na dachu". Śpiewała też przy nagrywaniu broadwayowskiej adaptacji "Skrzypka na dachu".
Zagrała rolę Wendli w musicalowej wersji "Spring Awakening". W tym samym czasie przeszła na Broadway, gdzie zaproponowano jej rolę Eponine w "Nędznikach". Michele postanowiła jednak pozostać w "Spring Awakening", który zadebiutował na Broadwayu w grudniu 2006 roku. Była nominowana do nagrody Drama Desk za rolę w "Przebudzeniu wiosny" w kategorii "Najlepsza aktorka w musicalu".
18 maja 2008 r. Michele, razem z jej przyjacielem z obsady "Spring Awakening" Jonathanem Groffem, opuściła obsadę tego przedstawienia. Od 8 sierpnia do 10 sierpnia 2008 r. grała Eponine w ramach koncertu "Les Misérables" w Hollywood Bowl. Śpiewa w oryginalnych nagraniach broadwayowskiej obsady musicali "Ragtime" i "Spring Awakening".
Michele w latach 2009-2015 grała w serialu Glee, emitowanym przez stację FOX, w roli gwiazdy chóru szkolnego Rachel Berry. Odcinek pilotażowy został wyemitowany 19 maja 2009 roku. Michele zdobyła nagrodę Gildii Aktorów Ekranowych za wybitne osiągnięcia zespołu i w 2009 roku Satelitę dla najlepszej aktorki w serialu komediowym. Otrzymała również nominację do nagrody Emmy, dwie nominacje do Złotego Globu (2010, 2011) i nagrodę Teen Choice Award za tę rolę. Jej cover The All-American Rejects "Gives You Hell" znalazł się w pierwszej 40 na liście Billboard 200.
W 2010 roku Michele została umieszczona na liście "100 najbardziej wpływowych osób na świecie". Również w 2010 FHM umieścił ją 7. miejscu "Listy najseksowniejszych kobiet". Michele została umieszczona przez magazyn People na liście "Najlepiej ubranych 2010". Poza tym zdobyła tytuł "Najbardziej stylowej gwiazdy" przyznany przez E! Online.
W 2010 roku Michele dołączyła do obsady filmu animowanego Dorota z krainy Oz, gdzie dubbinguje główną rolę Dorothy Gale. W tym samym roku wstąpiła do obsady komedii romantycznej Garry’ego Marshalla Sylwester w Nowym Jorku, gdzie gra razem z takimi gwiazdami, jak Julie Andrews, Jon Bon Jovi, Jessica Biel, Michelle Pfeiffer czy Ashton Kutcher.
6 lutego 2011 roku wystąpiła przed Super Bowl. Zaśpiewała piosenkę America the Beautiful. Od 2015 grała rolę Hester w serialu Królowe krzyku emitowanym przez stację FOX.
28 kwietnia 2018 zaręczyła się z Zandym Reichem – CEO marki odzieżowej AYR. Pobrali się 9 marca 2019.

## Filmografia
Filmy fabularne
- 2019: Same Time, Next Christmas jako Olivia Henderson
- 2012: Dorothy of Oz jako Dorotka (głos)
- 2011: Sylwester w Nowym Jorku (New Year’s Eve) jako Elise
- 2009: Glee: Director’s Cut Pilot Episode jako Rachel Barba Berry
- 1998: Buster & Chauncey's Silent Night jako różne głosy (głos)

Seriale telewizyjne
- 2017: The Mayor jako Valentina
- 2017: Wymiar 404 jako Amanda
- 2015 – 2016: Królowe krzyku jako Hester
- 2009 – 2015: Glee jako Rachel Berry
- 2011: The Cleveland Show jako Rachel Berry (głos)
- 2000: Brygada ratunkowa (Third Watch) jako Sammi

## Publikacje
- Brunette Ambition, 2014, Crown Archetype, ISBN 978-0-8041-3907-6
- You First: Journal Your Way to Your Best Life, 2015, Crown Archetype, ISBN 978-0-553-44731-6

## Dyskografia
- Christmas in the City (2019)[4]
- Places (2017)[5]
- Louder (2014)[6]